# Tillandsia bakeri
Tillandsia bakeri är en gräsväxtart som beskrevs av Lyman Bradford Smith. Tillandsia bakeri ingår i släktet Tillandsia och familjen Bromeliaceae. Inga underarter finns listade i Catalogue of Life.